# Хронология на сезона на атлантическите урагани през 2009 г.
В статията се проследява пълната хронологична последователност на сезона на атлантическите урагани през 2009 година с изброяване на всички бури и урагани, динамиката на тяхното усилване и отслабване, времето на контакт на стихиите със сушата, преходите между нивата на интензивност на тропическите циклони, а също времето на тяхното разсейване (дисипация).
Сезонът на атлантическите урагани през 2009 г. официално започва на 1 юни и продължава до 30 ноември 2009 г. В статията също се привежда кратък хронологичен график на движението на атмосферните образования за сезона на 2009 г., където за прегледност циклоните са оцветени в зависимост от категоризирането им по скалата за класификация на ураганите на Сафир-Симпсън.

## Хронология на събитията

### Май
28 мая
- 11:00 EDT (1500 UTC) — Тропическата депресия 1 се оформя до крайбрежието на щата Северна Каролина.[1]

29 мая
- 17:00 EDT (2100 UTC) – Разпадане на тропическата депресия 1.[1]

### Юни
- През юни 2009 г. не се образуват атлантически циклони.

1 юни
- 00:00 EDT (0400 UTC) – официално откриване на сезона на атлантическите урагани през 2009 година.

### Юли
- През юли 2009 г. не се образуват атлантически циклони.

### Август
11 август
- 06:00 EDT (1000 UTC) – при островите Кабо Верде се оформя тропическа депресия 2.[2]

13 август
- 17:00 EDT (2100 UTC) – Тропическата депресия 2 се трансформира в област с ниско налягане.[2]

15 август
- 00:30 AST (0430 UTC) – Останки от тропическата депресия 2 в област с ниско налягане отново преминава в тропическа депресия над района на централна Атлантика.[2]
- 05:00 AST (0900 UTC) – Тропическата депресия 2 се усилва до тропическата буря Ана.[2]
- 11:00 AST (1500 UTC) – На югозапад от островите Кабо Верде се формира тропическа депресия 3.[3]
- 17:00 AST (2100 UTC) – Тропическата депресия 3 се превръща в тропическа буря Бил.[3]

16 август
- 05:00 EDT (0900 UTC) – В източната част на Мексиканския залив се формира тропическа депресия 4.[4]
- 12:15 EDT (1615 UTC) – Тропическата депресия 4 се усилва до тропическата буря Клодет.[5]
- 17:00 AST (2100 UTC) – Тропическата буря Ана губи сила до ниво на тропическа депресия.[2]

17 август
- 01:10 AST (0510 UTC) – Контакт на тропическата буря Клодет със сушата в района на източната част на остров Санта Роза, щата Флорида.[6]
- 05:00 AST (0900 UTC) – Тропическата буря Бил се усилва до ураган от първа категория.[3]
- 07:00 AST (1100 UTC) – Тропическата буря Клодет губи сила до ниво на тропическа депресия.[7]
- 17:00 AST (2100 UTC) – Тропическата депресия Ана преминава над северната част на Карибско море.[2]
- 23:00 AST (0300 UTC) – Ураганът Бил се усилва до ураган от втора категория.[3]

18 август
- 11:00 AST (1500 UTC) – Тропическата депресия Клодет се разпада над щата Алабама.[7]
- 20:30 AST (0030 UTC 19 август) – Ураганът Бил набира сила до ураган от трета категория – първият голям ураган за сезон 2009 г.[3]

19 август
- 05:00 AST (0900 UTC) – ураганът Бил набира сила до ураган от четвърта категория.[3]

20 август
- 05:00 AST (0900 UTC) – Ураганът Бил преминава в трета категорию по скалата Сафир-Симпсон.[3]

21 август
- 14:00 AST (1800 UTC) – Ураганът Бил отслабва до втора категория.[3]

22 август
- 17:00 AST (2100 UTC) – Ураганът Бил губи сила до ураган от първа категория.[3]

23 август
- в течение денонощие ураганът Бил превращается в тропическа буря.

24 август
- 00:00 AST (0400 UTC) – Тропическата буря Бил влиза в контакт със сушата в района на полуострова Бюрин острова Нюфаундленд.[3]
- 05:00 AST (0900 UTC) – Тропическата буря Бил губи всички характеристики на тропически циклон.[3]

26 август
- 11:00 EDT (1500 UTC) – В източната част на Бахамските острови се формира тропическата буря Дени.[8]

29 август
- 05:00 AST (0900 UTC) – Тропическата буря Дени е погълната от друг въздушен фронт.[9]

### Септември
1 септември
- 05:00 AST (2100 UTC) – На изток от северната част на Подветрените Антилски острови се образува тропическата буря Ерика.[10]

2 септември
- 13:00 AST (1800 UTC) – Тропическата буря Ерика пресича района Гваделупа.[11]

3 септември
- 17:00 AST (2100 UTC) – Тропическата буря Ерика губи сила до ниво на тропическа депресия.[12]
- 23:00 AST (0300 UTC 4 септември) – Тропическа депресия Ерика се трансформира в област пониженного налягане.[13]

7 септември
- 17.00 AST (2100 UTC) – В южната част на Кабо Верде се формира тропическа депресия 7.[14]
- 23:00 AST (0300 UTC 8 септември) – Тропическата депресия 7 преминава в тропическа буря Фред.[14]

8 септември
- 23:00 AST (0300 UTC 9 септември) – Тропическата буря Фред се усилва до ураган от първа категория.[14]

9 септември
- 02:00 AST (0600 UTC) – Ураганът Фред набира сила до ураган от втора категории.[14]
- 11:00 AST (1500 UTC) – Ураганът Фред увеличивает мощта си до ураган от трета категория по скалатана Сафир-Симпсън.[14]
- 23:00 AST (0300 UTC 10 септември) – Ураганът Фред преминава в ураган от втора категория.[14]

10 септември
- 17:00 AST (2100 UTC) – Ураганът Фред преминава в първа категория.[14]

11 септември
- 17:00 AST (2100 UTC) – Ураганът Фред губи сила до ниво на тропическа буря.[14]

12 септември
- 17:00 AST (2100 UTC) – Тропическата буря Фред се трансформира в област на ниско налягане.[14]

25 септември
- 15:00 AST (2100 UTC) – Около Кабо Верде се образува тропическата депресия 8.[15]

26 септември
- 17:00 AST (2100 UTC) – Разпадане на тропическата депресия 8.[16]

### Октомври
4 октомври
- 23:00 (0300 UTC 5 октомври) – На североизток от Азорските острови се образува тропическата буря Грейс.

5 октомври
- 23:00 AST (0300 UTC 6 октомври) – Тропическата буря Грейс се поглъща от въздушен фронт над Ирландия.

6 октомври
- 15:15 EDT (1915 UTC) – На североизток от Малките Антилски острови се образува тропическата буря Хенри.

7 октомври
- 23:00 EDT (0300 UTC) – Тропическата буря Хенри губи силата си до ниво на тропическа депресия Хенри.[17]

9 октомври
- 17:00 EDT (2100 UTC) – Тропическата депресия Хенри преминава в област на ниско налягане.

### Ноември
4 ноември
- 10:00 EST (1500 UTC) – До крайбрежието на Коста Рика се формира тропическа депресия 11.
- 16:00 EDT (2100 UTC) – Тропическата депресия 11 се усилва до тропическата буря Ида.

5 ноември
- 07:00 EDT (1300 UTC) – Тропическата буря Ида набира мощ до ниво на ураган от първа категория.
- 10:00 EDT (1500 UTC) – Ураганът Ида влиза в контакт със сушата в районе на град Тасбапауни, Никарагуа.
- 13:00 EDT (1800 UTC) – Ураганът Ида губи сила до ниво на тропическа буря.
- 22:00 EST (0300 UTC 6 ноември) – Тропическата буря Ида преминава в тропическа депресия.

6 ноември
- 16:00 EST (2100 UTC) – Тропическата депресия Ида излиза в Карибско море.

7 ноември
- 16:00 EST (0900 UTC) – Тропическата депресия Ида се усилва до ниво на тропическа буря.
- 23:15 EST (0415 UTC 8 ноември) – Тропическа буря Ида се усилва до нивото на ураган от първа категория.

8 ноември
- 00:00 (1800 UTC) – Ураганът Ида се усилва до ураган от втора категории.

9 ноември
- 03:00 CST (0900 UTC) – Ураганът Ида намалява силата си до ураган от първа категория.
- 09:00 CST (1500 UTC) – Ураганът Ида преминава на ниво на тропическа буря.

10 ноември
- 05:40 EST (1140 UTC) – Тропическата буря Ида вторично влиза в контакт със сушата в района на остров Дофин, щата Алабама, скорост ветра в шторме достигает 75 км/ч.
- 06:50 EST (1250 UTC) – Тропическата буря Ида за трети път влиза в контакт със сушата в района на Бон-Секу, щата Алабама. Скоростта на вътъра остава 75 км/ч.
- 09:00 CST (1500 UTC) – Тропическата буря Ида става извънтропическо образование, намирайки се в централната част на щата Алабама.

30 ноември
- Официално приключване на сезона на атлантическите урагани през 2009 година.